# Ментик

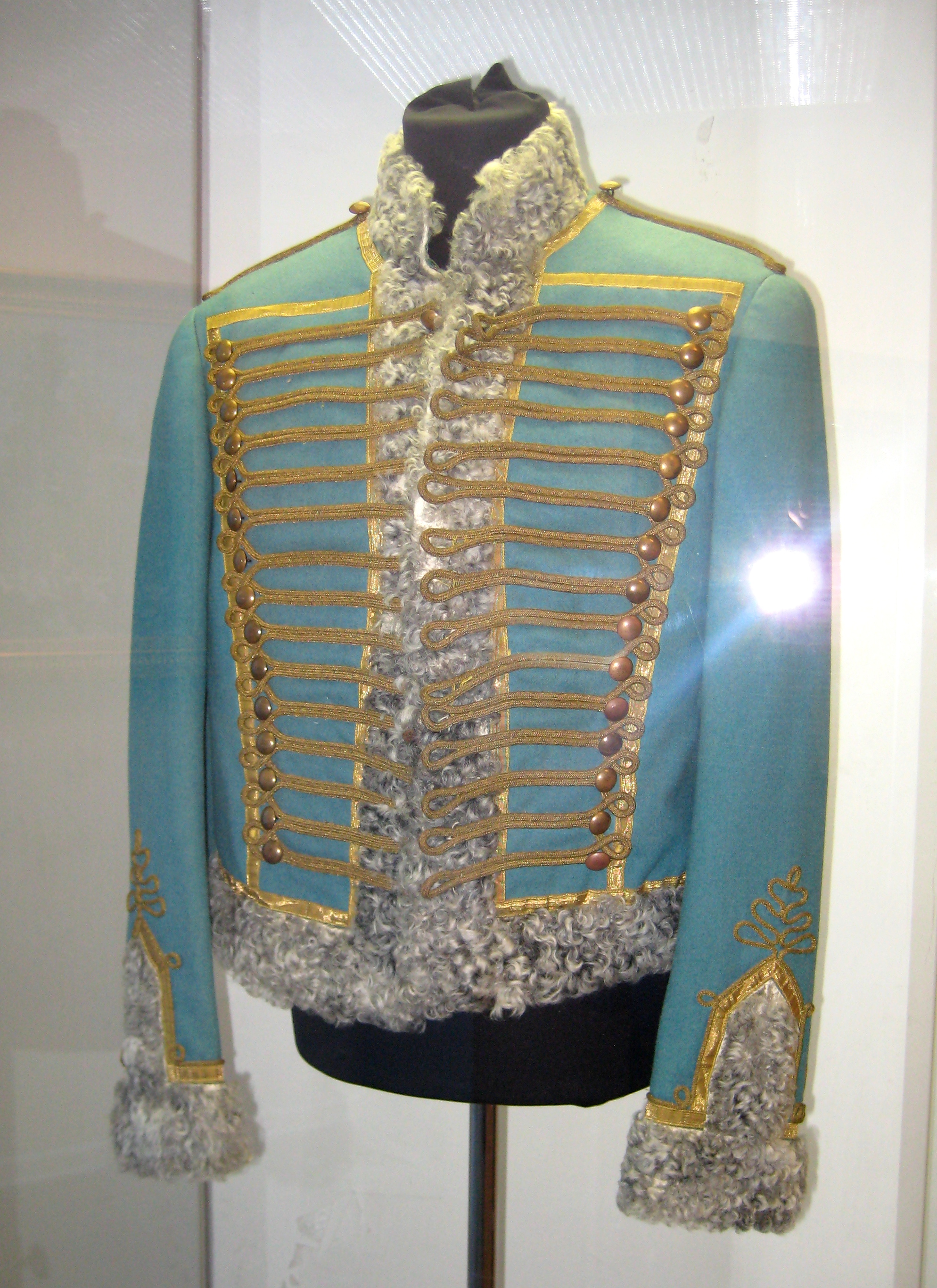
Ментик Павлоградского гусарского полка, реквизит к фильму «Война и мир» 1967 г. Из собрания музея «Бородинская панорама»

Ме́нтик (от вероятно венг. menték, множ. числ. венг. mente — плащ, накидка; ранее — ментия и ментеня) — короткая гусарская куртка, обложенная мехом, с пуговицами в несколько рядов, со шнурками и петлями, надевавшаяся гусарами в зимнее время поверх доломана, в летнее время, начиная с XIX века, набрасывавшиеся на левое плечо, за спину (нао́пашь), от сваливания ментик удерживался шнурком, проходившим под мышкой правой руки (до этого было принято ношение на обоих плечах).
Конструктивно покрой ментика был аналогичен таковому у доломана. Крой состоял из двух одинаковых деталей, составлявший перед и бока ментика, спинки, двух рукавов (из двух равных по ширине деталей) и стольких же обшлагов. В русской армии начала XIX века ментик изготавливался из производившегося на казённых фабрика сукна размером 1 вершок 10 аршинов и стоимостью 84 копейки (для сравнения, на доломан из такого же сукна уходил 1 вершок и 9 аршинов). Ментик, как и лосины, шились после изготовления доломана (поскольку именно доломан был самым трудным в пошиве элементом гусарской униформы). Как и доломан, ментик обильно украшался шнурами, полная отделка требовала 23 аршина гарусного шнура стоимостью в одну копейку.
Ментик, бытовавший в среде венгерского дворянства XVI-XVII вв., представлял собой верхний кафтан с короткими рукавами, также надевавшийся поверх доломана. Он, как и тогдашний доломан, имеет аналоги в восточноевропейской (польской и русской), так и в трунцкой одежде той же эпохи, в частности, в чуге.